# Black Gold (Nina Simone)
Black Gold è un album live della cantante e pianista jazz Nina Simone pubblicato nel febbraio del 1970.

## Tracce
Lato A
1. Introduction – 2:30
2. Black Is the Colour of My True Love's Hair – 7:30 (Nina Simone, Emile Latimer)
3. Ain't Got No - I Got No Life – 5:30 (Gerome Ragni, James Rado, Galt MacDermot)
4. Westwind – 9:40 (William Salter, Caiphus Semenya)

Durata totale: 25:10
Lato B
1. Who Knows Where the Time Goes – 8:08 (Sandy Denny)
2. The Assignment Sequence – 6:28 (Jan Hendin)
3. To Be Young, Gifted and Black – 10:10 (Nina Simone, Weldon Irvine)

Durata totale: 24:46

## Formazione
- Nina Simone - voce, pianoforte, arrangiamenti
- Tom Smith - chitarra
- Emile Latimer - chitarra
- Emile Latimer - voce (brano: Black Is the Colour of My True Love's Hair)
- Weldon Irvine - organo
- Don Alias - batteria
- Juma Santos - congas
- The Swordsmen - accompagnamento vocale, cori